# Waiting For Her
Waiting For Her — сингл альбому East of the Sun, West of the Moon норвезького гурту a-ha, випущений 25 травня 1991 року.

## Музиканти
- Пол Воктор-Савой (Paul Waaktaar-Savoy) (6 вересня 1961) — композитор, гітарист, вокалист.
- Магне Фуругольмен (Magne Furuholmen) (1 листопада 1962) — клавішник, композитор, вокаліст, гітарист.
- Мортен Гаркет (Morten Harket) (14 вересня 1959) — вокаліст.

## Композиції
| #  | Назва             | Тривалість |
| -- | ----------------- | ---------- |
| 1. | «Waiting For Her» | 4:49       |
| 2. | «Early Morning»   | 2:59       |